# Phelsuma flavigularis
Espèce
Statut de conservation UICN

 EN B1ab(iii) : En danger
Statut CITES
Phelsuma flavigularis est une espèce de geckos de la famille des Gekkonidae.

## Répartition
Cette espèce est endémique de la région d'Alaotra-Mangoro de Madagascar. Elle se rencontre dans les environs d'Andasibe.

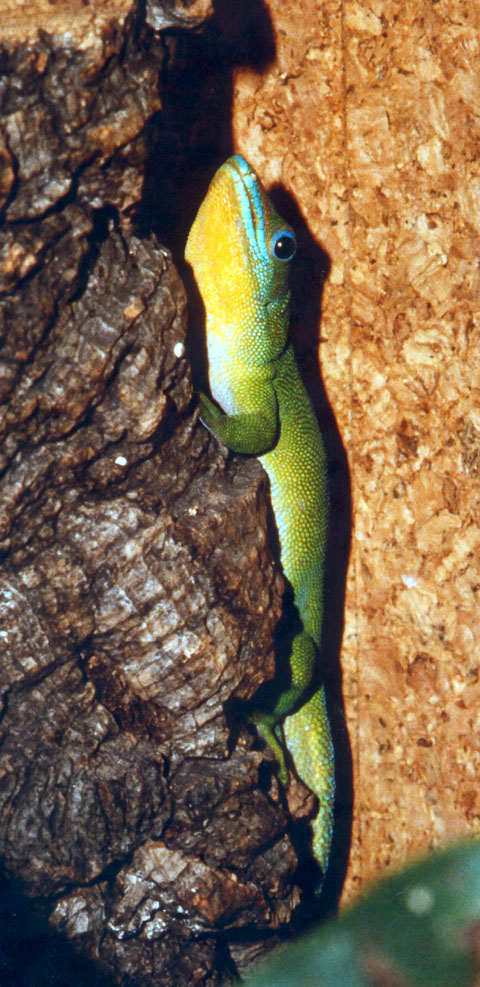
Phelsuma flavigularis

## Publication originale
- Mertens, 1962 : Die Arten und Unterarten der Geckonengattung Phelsuma. Senckenbergiana Biologica, vol. 43, p. 81-127.